# Chanoinesses régulières du Saint-Sépulcre

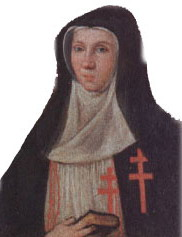
Chanoinesse du Saint-Sépulcre au XVIIIe siècle

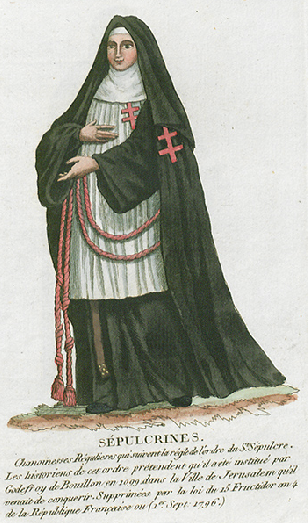
Sépulcrines

Les chanoinesses régulières du Saint-Sépulcre (communément appelées «Sépulcrines»), forment un ordre religieux féminin de vœux solennels parmi les plus anciens de l'Église catholique, puisqu'il remonte au XIIe siècle, lorsqu'il a été fondé comme branche féminine de l'ordre canonial régulier du Saint-Sépulcre en Terre sainte, à l'époque des Croisades. Elles suivent la règle de saint Augustin et avaient pour but le chant choral de l'office divin. Elles n'ont plus de présence en France, mais existent encore en Belgique, en Angleterre, en Espagne et au Congo[Lequel ?].

## Historique
Les chanoinesses du Saint-Sépulcre sont fondées en 1114 pour réciter ou chanter l'office divin aux heures canoniques dans la basilique du Saint-Sépulcre, à Jérusalem, à l'arrivée des Croisés. Une tradition peut-être légendaire les assimile aux religieuses qui s'y trouvaient déjà au temps de Constantin et qui auraient donné l'habit à sainte Hélène des mains de saint Macaire. Après la perte de la Terre sainte par les Croisés, les chanoinesses se replient en Europe.
En Europe leur couvent le plus ancien qui soit connu est celui de Svetec, en Bohême, construit en 1227; il est détruit en 1580. Le plus ancien existant encore est celui de Saragosse, en Espagne, fondé en 1276, où elles se sont installées au XIVe siècle. Les chanoinesses suivent la règle de saint Augustin. Elles sont vouées à « louer Dieu pour le don de la Rédemption et à chanter la gloire de la Résurrection du Sauveur. »
Les constitutions de cet ordre furent approuvées, en 1651, par Urbain VIII, et imprimées à Charleville, en 1637.
Autrefois, elles étaient destinées à porter assistance aux femmes âgées. Les chanoinesses s'occupaient en outre de l'éducation des jeunes filles et d'œuvres de charité. Cette congrégation connut une remarquable période d'efflorescence aux XVIe et XVIIe siècles. Elles comptaient à l'époque plus de vingt chapitres aux Pays-Bas et en France. Aujourd'hui leurs œuvres sont destinées au catéchisme, à l'organisation de maisons de retraites spirituelles et à l'enseignement des jeunes filles. Depuis les années 1980, leurs établissements d'enseignement se sont également ouverts aux garçons.
Les dames 'Sépulcrines' (selon l'appellation populaire) devaient avoir toujours présente à la mémoire la passion de Jésus-Christ. Elles portaient sur l'épaule une double croix, jeûnaient tous les vendredis et augmentaient les autres pratiques d'austérité (telle que le 'cilice') pendant la Semaine sainte. 
Leurs couvents étaient bâtis suivant le même plan architectural, et les différentes maisons étaient en correspondance suivie, pour y maintenir l'uniformité dans les pratiques religieuses. On voyait dans leurs cloîtres plusieurs chapelles sous les noms de « mont Calvaire », de « la montagne de Sion », de « la montagne des Olives », de « la vallée de Josaphat », etc. ; tous les vendredis, elles allaient en procession à ces différentes stations, où elles s'arrêtaient pour se rappeler la passion et elles terminaient ce pèlerinage en se prosternant à terre au mont Calvaire.

### Espagne
La fondation la plus ancienne dont on ait gardé les traces est celle du couvent de la Transfiguration fondé à Híjar dans la province de Teruel en 1300, par la marquise Gil de Rada, et qui est affilié à l'ordre canonial régulier du Saint-Sépulcre en 1306, après avoir déménagé à Saragosse en 1304. Le prieur général de l'ordre des chevaliers du Saint-Sépulcre entérine la nomination de la prieure de ce monastère. Le concile de Trente impose une clôture religieuse plus stricte, après une période de relâchement. Les chanoinesses espagnoles demeurent toujours aujourd'hui dans ce monastère construit en style mudéjar et accueillent les pèlerins.

### France
La fondation en France d'une communauté de chanoinesses à Charleville en 1622 par Claude de Moy, comtesse de Chaligny, veuve d'Henri de Lorraine, qui avait fait construire un couvent à Charleville et pris elle-même l'habit, en 1625, sous le nom de sœur Marie de Saint-François, permet à l'Ordre de se relever, d'autant plus que des nouvelles constitutions sont rédigées par les pères jésuites et approuvées par Urbain VIII en 1631. Elles marquent le retour à la récitation plus régulières de l'office divin, à des jeûnes plus rigoureux, et à une meilleure interprétation du sens de la pauvreté. D'autre part, le nombre de douze électrices est choisi comme minimum pour élire canoniquement une nouvelle prieure.
De Charleville partirent les religieuses qui fondèrent, en 1625, à Paris, le couvent de Belle-Chasse, au faubourg Saint-Germain.
Tous les monastères de cet ordre sont balayés par la Révolution française et ne se rétablissent plus dans ce pays. Les religieuses sépulcrines de Charleville se séparèrent et retournèrent chacune dans leurs familles ; leur maison fut vendue et devint plus tard un petit séminaire. Mais, en 1817, quelques-unes se réunirent et reçurent des novices. Elles ouvrirent alors un pensionnat, rachetèrent une partie des bâtiments qu'elles avaient autrefois et y formèrent un nouveau couvent.

### Pays-Bas méridionaux

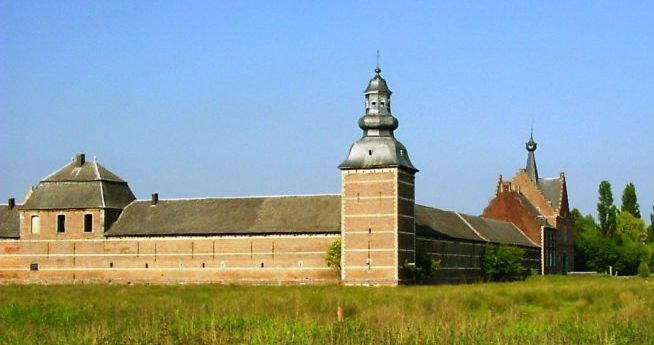
Abbaye d'Herkenrode

Le seul couvent d'ancien lignage est celui de Bilzen, fondé en 1634 comme filiale du monastère du Saint-Sépulcre d'Hasselt (disparu aujourd'hui). C'est Mère Hélène d'Enckevoert - prieure de Maastricht et de Liège - qui fonde cette communauté. Une école pour fillettes pauvres est également fondée à Sion qui demeure en activité jusqu'à l'arrivée des Français révolutionnaires en 1798. Tous les couvents sont dispersés.
Quarante ans plus tard, deux chanoinesses de Bilzen ayant survécu à cette époque de troubles parviennent à restaurer l'Ordre dans la nouvelle Belgique indépendante, où les catholiques retrouvent leurs droits civiques. Elles retrouvent une grande partie des archives des chanoinesses, sans lesquelles tout aurait été oublié, et rachètent le monastère avec deux autres chanoinesses d'autres communautés, puis ouvrent une école. Cet établissement d'enseignement est toujours en activité aujourd'hui.
En 1972, les chanoinesses achètent les ruines de l'ancienne abbaye cistercienne d'Herkenrode fermée par les Français en 1798. Elles y construisent un nouveau couvent et un centre de retraites spirituelles, tout en restaurant peu à peu les restes de l'abbaye. L'église du Christ-Ressuscité est consacrée en 1982.

## Angleterre
Dame Susan Hawley (1622-1706) est la fondatrice de la branche subsistante des chanoinesses en Angleterre. Elle est chanoinesse professe à Tongres, dans la Principauté de Liège, monastère qu'elle quitte en 1642 avec quatre compagnes pour fonder une communauté à Liège ouvertes aux catholiques anglaises. En effet, il était interdit alors en Angleterre d'ouvrir un couvent ou un monastère sous peine de mort. Il y a suffisamment de chanoinesses professes en 1657 pour y tenir une élection canonique et elle est élue prieure. Elle exerce cette charge avec une rare prudence, jusqu'à sa démission en 1697. La communauté assure l'instruction chrétienne des jeunes filles anglaises de familles demeurées catholiques qui les y envoient en pension. Cette institution remporte une telle faveur dans la seconde moitié du XVIIIe siècle, que le pouvoir révolutionnaire français a toutes les peines à les expulser, la population prenant la défense des chanoinesses. Elles arrivent en Angleterre en 1794, alors que les lois pénales sont moins sévères, et sont accueillies par Lord Sourton (1752-1816) d'une famille demeurée catholique. Elles prennent ensuite possession de New Hall, près de Chelmsford dans l'Essex, où elles se trouvent toujours à la tête de cet important établissement. Il s'est ouvert à l'enseignement des garçons dans les années 1980.

## Statistiques et diffusion
Selon l'annuaire pontifical de 2013, les chanoinesses du Saint-Sépulcre étaient 328 réparties dans 48 maisons, au 31 décembre 2011.

## Habit
Les Religieuses sépulcrines portaient une robe noire et, comme chanoinesses, un rochet sans manche de lin blanc par-dessus, avec une croix patriarcale de taffetas cramoisi brodée à l’épaule gauche. Les Professes portaient un voile noir, les novices et les converses (supprimées dans les années 1970), un voile blanc.
L'habit de chœur consistait en un grand manteau noir, duquel pendaient jusqu'à terre deux cordons de laine cramoisis aussi, terminés par deux houppes. Sur le manteau était une croix double au côté gauche. Sur la ceinture qui serrait leur robe, on voyait cinq clous de cuivre en mémoire des cinq plaies du Christ et elles portaient au doigt un anneau où était gravé le nom de Jésus-Christ avec une croix double.
Les chanoinesses ont abandonné dans les années 1980 en Europe leur habit traditionnel qui avait déjà été simplifié dans les années 1960 et ont gardé un badge sur la poitrine représentant la croix de leur ordre, qu'elles fixent sur leurs vêtements civils. Seul le prieuré Thabor,, à Sint-Odiliënberg, aux Pays-Bas est resté fidèle à l'habit original.

## Diffusion

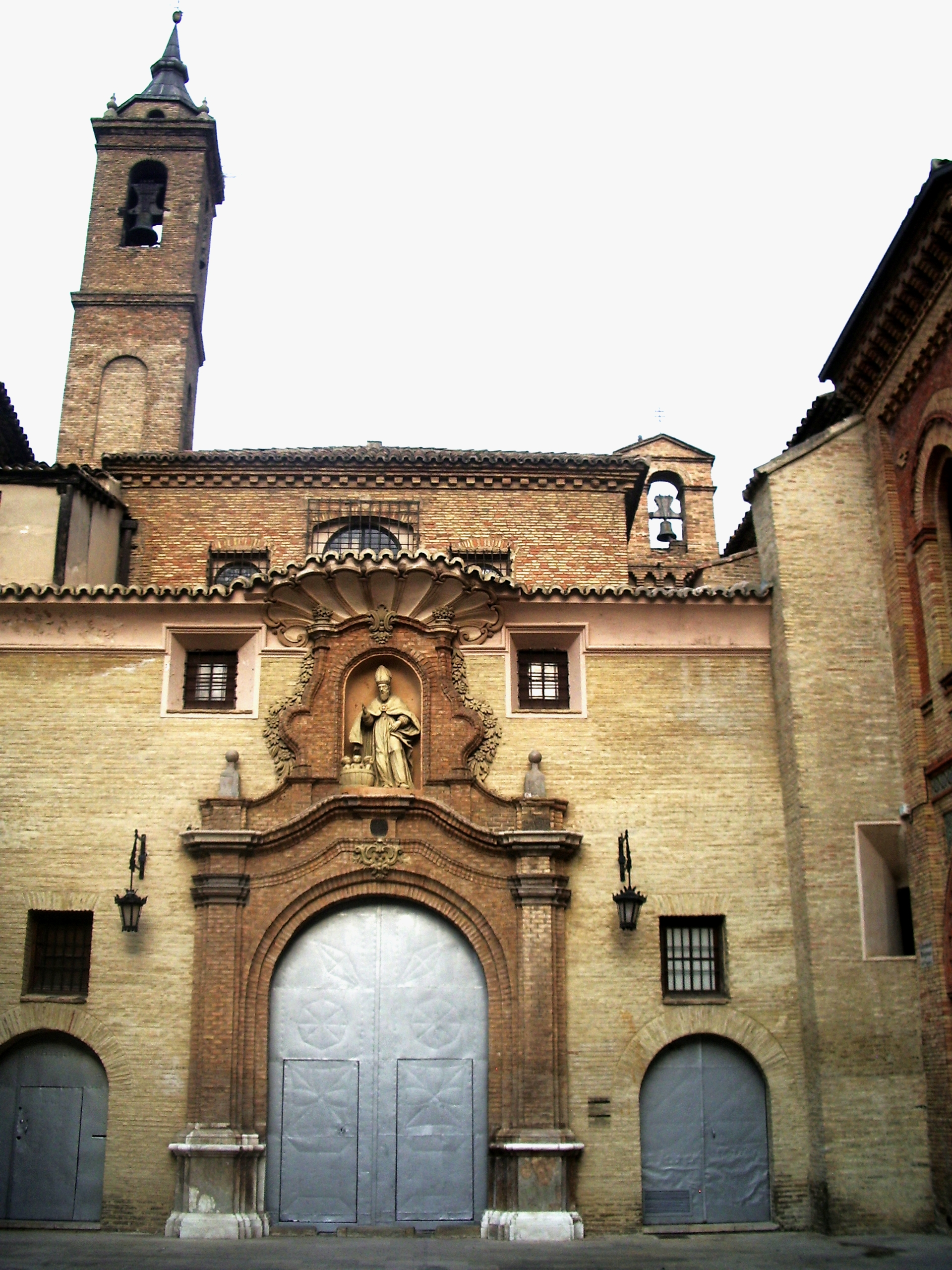
Entrée de l'église conventuelle Saint-Nicolas du monastère de la Résurrection de Saragosse

Les communautés subsistantes sont les suivantes par ordre chronologique:
- Couvent de la Résurrection de Saragosse, en Espagne (elles ont gardé l'habit religieux), avec un centre de retraites spirituelles et d'hébergement des pèlerins
- New Hall, près de Chelmsford, en Angleterre, avec un établissement d'enseignement
- Turnhout, en Belgique néerlandophone, avec des filiales en Belgique et au Congo
- Bilzen en Belgique néerlandophone, avec Herkenrode (elles ont gardé un habit religieux)
- Priorij Thabor, Sint-Odiliënberg, près de Ruremonde en Pays-Bas
- Male, près de Bruges
- Nimègue, aux Pays-Bas
- Maarssen, aux Pays-Bas, avec une fondatiion au Brésil